# 1728
Het jaar 1728 is het 28e jaar in de 18e eeuw volgens de christelijke jaartelling.

## Gebeurtenissen
januari
- 29 - Première van het toneelstuk The Beggar's Opera, van John Gay.

maart
- 15 - De Staten van Overijssel verlenen octrooi aan tien textielhandelaren in Twente om zelf bombazijn te gaan fabriceren.

mei
- 25 - Frederik Lodewijk van Nassau-Ottweiler wordt opgevolgd door zijn achterneven Karel en Willem Hendrik II van Nassau-Usingen.
- 31 - De pas geopende Royal Bank of Scotland geeft een zakenman in Edinburgh toestemming, om vanuit zijn lege bankrekening zijn rekeningen te betalen. Daarmee is de eerste rekening-courant gecreëerd.

juni
- 14 - Het Verdrag van Kjachta, een Chinees-Russisch handels- en grensverdrag, treedt in werking na een officiële bijeenkomst in Kjachta.
- juni - Begin van het Congres van Soissons, waarin Europese diplomaten zullen proberen een aantal problemen tussen Groot-Brittannië en Spanje op te lossen.

september
- september - De aberratie van het licht wordt ontdekt door de Engelse sterrenkundige James Bradley tijdens zijn pogingen om de parallax van de sterren waar te nemen.

zonder datum
- Ephraim Chambers publiceert in Londen de Cyclopaedia of: A universal dictionary of arts and sciences  in twee delen, die als de eerste Engelse encyclopedie geldt.

## Muziek
- De Oostenrijkse componist Benedikt Anton Aufschnaiter schrijft zijn Cymbalum Davidis, Opus 8
- François Couperin componeert Pièces de violes avec la basse chifrée
- Georg Philipp Telemann componeert de opera's Die verkehrte Welt, Miriways en Die Last-tragende Liebe

## Bouwkunst

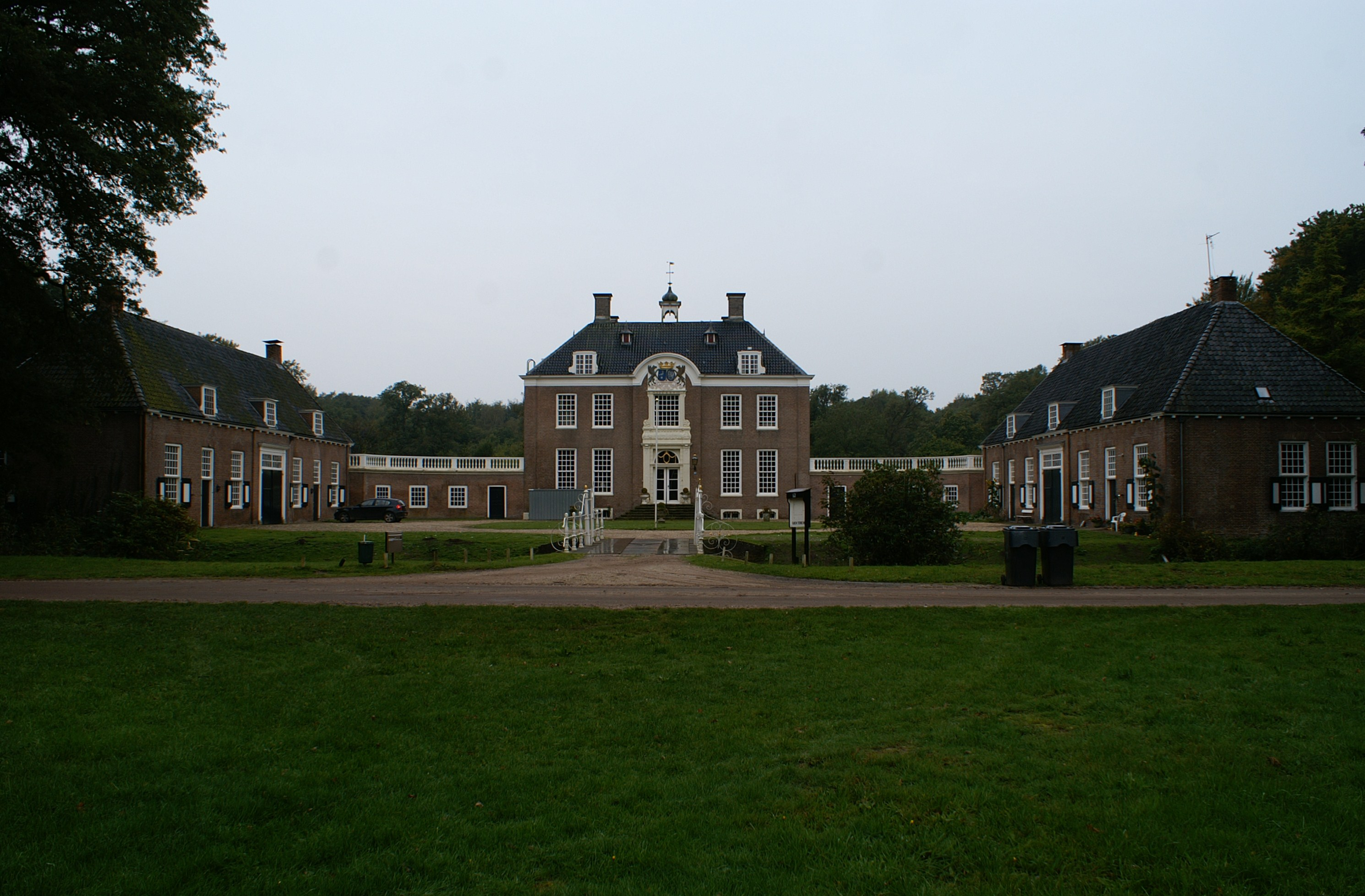
Landgoed Zwaluwenburg, 't Harde (1728)

## Geboren
januari
- 9 - Thomas Warton, Engels dichter en criticus (overleden 1790)
- 16 - Niccolò Piccinni, Italiaans componist (overleden 1800)

september
- 3 - Matthew Boulton, Brits stoomingenieur (overleden 1809)

oktober
- 27 - James Cook, Brits ontdekkingsreiziger (overleden 1779)

datum onbekend
- Jan Pieter Theodoor Huydecoper, directeur-generaal van de West-Indische Compagnie op de Goudkust (overleden 1767)

## Overleden
mei
- 25 - Frederik Lodewijk van Nassau-Ottweiler (76), graaf van Nassau-Ottweiler

augustus
- 14 - Ernst August II van Hannover (53), Duits bisschop
- 15 - Marin Marais (72), Frans componist

oktober
- 8 - Anne Danican Philidor (47), Frans componist en hoboïst